# Hans-Günther Bierwirth
Hans-Günther Bierwirth (* 15. April 1922; † 12. Mai 1998) war ein deutscher Architekt und Baubeamter des Landes Nordrhein-Westfalen.

## Leben und Wirken
Bierwirth arbeitete und lernte während seiner Assistentenzeit bei Egon Eiermann in Karlsruhe und Emil Fahrenkamp in Düsseldorf.
Von 1952 bis 1955 war er als Hilfsreferent und Bauassessor im Nordrhein-Westfälischen Ministerium für Wiederaufbau tätig. Er gewann den Architekturwettbewerb um den Bau einer Pädagogischen Akademie in Aachen und übernahm die staatliche Bauleitung für dieses Objekt. Er beteiligte sich an Wettbewerben für den Bau weiterer Gebäude. 1954 wurde sein Entwurf für das Max-Planck-Gymnasium in Düsseldorf mit dem 2. Preis ausgezeichnet.
Er arbeitete als Vorstand des Staatshochbauamts Bonn, drei Jahre später in Jülich, wo er für den Bau der Kernforschungsanlage verantwortlich war, und leitete ab 1962 das Staatshochbauamt Bochum. Zu seinen großen Projekten zählte die Leitung der Errichtung der Ruhr-Universität Bochum. Das damals größte Bauprojekt Europas dauerte mehr als 20 Jahre und umfasste Investitionen von ca. 1,7 Milliarden DM.
1984 trat er im Rang eines Leitenden Regierungsbaudirektors in den Ruhestand.

## Auszeichnungen
- 1975: Bundesverdienstkreuz am Bande für seine Leistungen im Staatsbauamt Bochum (im besonderen den Bau der Ruhr-Universität Bochum)[4]